# Государственный университет Фейра-ди-Сантана
Государственный университет Фейра-ди-Сантана (порт. Universidade Estadual de Feira de Santana, аббревиатура UEFS) — государственное учреждение высшего образования в Бразилии, в городе Фейра-ди-Сантана (Баия). До 2011 года, когда открылся филиал Федерального университета Реконкаву-да-Баия, был единственным университетом в городе. Основан 31 мая 1976 года.
Университет также выделяется своими инвестициями в исследования.

## Факультеты

### Гуманитарные науки
- Бухгалтерский учёт
- Экономика
- Право
- История
- География

### Технологии и точная наука
- Гражданское строительство
- Компьютерная инженерия
- Математика
- Физика

### Здравоохранение
- Стоматология
- Медицина
- Физическая культура
- Фармацевтика